# أحمد سمير (إعلامي)
     لشخصية أخرى تحمل اسم أحمد سمير، طالع أحمد سمير (توضيح).
أحمد سمير (22 سبتمبر 1940 - 15 ديسمبر 1995) هو إعلامي مصري.

## حياته
ولد سمير بمدينة الزقازيق 22 سبتمبر 1940،حصل على البكالوريوس من كلية التجارة من جامعة القاهرة عام 1961، كما حصل على دراسات عليا في الإعلام والتمثيل والإلقاء وفن التلفزيون.
تزوج من المذيعة سهير شلبي وأولاده هم عمرو أحمد سمير وشريف أحمد سمير، توفي فجأة على إثر أزمة قلبية في 15 ديسمبر 1995.

## مسيرته
التحق بالتلفزيون أوائل عام 1963 وعمل مذيعا للنشرات الأخبارية وتدرج في المناصب الإعلامية من مذيع أخبار إلي كبير مذيعي الأخبار والبرامج السياسة ثم نائبا لرئيس القناة الأولي، وفي 25/6/1994أصبح رئيسا لها.
- أهم البرامج التلفزيونية التي قدمها: لقاء كل يوم – السينما والحرب – طوف وشوف – صورة ورأي – مجلة السياحة – بانوراما – في مثل هذا اليوم – أضواء على الأحداث – نهاية الأسبوع - السينما والحرب..وغيرها من البرامج الناجحة إلى جانب تغطيته لمعظم الإذاعات الخارجية وليالي التلفزيون التي كان مشرفا عليها.
- من أهم الفقرات الإخبارية التي أذاعها: خبر وفاة الرئيس الراحل جمال عبد الناصر، خبر انسحاب القوات المصرية من سيناء عام 1967، وأول بيان عسكري عن حرب أكتوبر عام 1973 وكذلك تغطيته لمعظم رحلات الرئيس محمد حسني مبارك.
- كان محبا وعاشقا للفن وكان يمارس نشاطا فنيا ومسرحيا منذ عام 1964 إلى جانب عمله في التلفزيون وقد اشترك بالتمثيل في ثلاث مسرحيات هي: «المصيدة»، «الزلزال»، «ثلاثة مجانين عقلاء».
  - كتب للسينما قصة وحوار ثلاثة أفلام هي: «الكماشة»، «الحناكيش»، «اللعبة». كما كتب للتلفزيون سيناريو وحوار مسلسلين هما: «الهروب إلي المجهول»، «عصر الخانكة» وله أيضا روايتان هما: «عصر الضحايا»، «لن يضيع الغد يا حبيبي».
  - كان يشغل قبل وفاته عدة مناصب منهارئيس القناة الأولى، نائب رئيس التلفزيون ووكيل وزارة الاٍعلام.